# Tibellus nimbaensis
Tibellus nimbaensis es una especie de araña cangrejo del género Tibellus, familia Philodromidae. Fue descrita científicamente por Van den Berg & Dippenaar-Schoeman en 1994.

## Distribución
Esta especie se encuentra en Guinea.